# Willa Holland
Willa Joanna Chance Holland (ur. 18 czerwca 1991 w Los Angeles) – amerykańska aktorka i modelka.

## Biografia

### Dzieciństwo
Willa urodziła się w Los Angeles. Jej rodzicami są operator filmowy Keith Holland oraz aktorka Darnell Gregorio-De Palma. W latach 1995–1997 jej matka była zamężna z reżyserem Brianem De Palma. Podczas wakacji, sąsiadem ich rodziny był Steven Spielberg, który po jednym dniu spędzonym z Willą, zaczął przekonywać rodziców, aby pomogli jej rozpocząć karierę przed kamerą. Ojczym Holland poszedł za namową Spielberga i po powrocie do Los Angeles, znalazł agencję modelek, z którą Willa podpisała kontrakt, mając zaledwie 7 lat. Pierwszym zleceniodawcą aktorki była firma Burberry. Rok później, ojczym zaprowadził Holland do Agencji talentu teatralnego, dzięki której została twarzą wielu światowych kampanii. Do tej pory współpracowała m.in. z: Cosmogirl, Teen Vogue, Guess, Gap, Abercrombie & Fitch oraz Ralph Lauren.

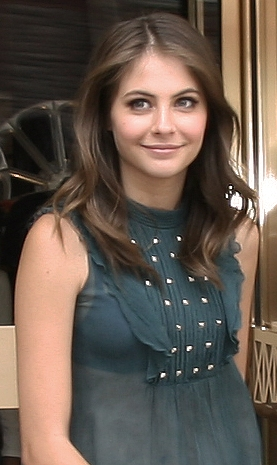
Willa Holland w 2008 roku, podczas Międzynarodowego Festiwalu Filmowego w Toronto.

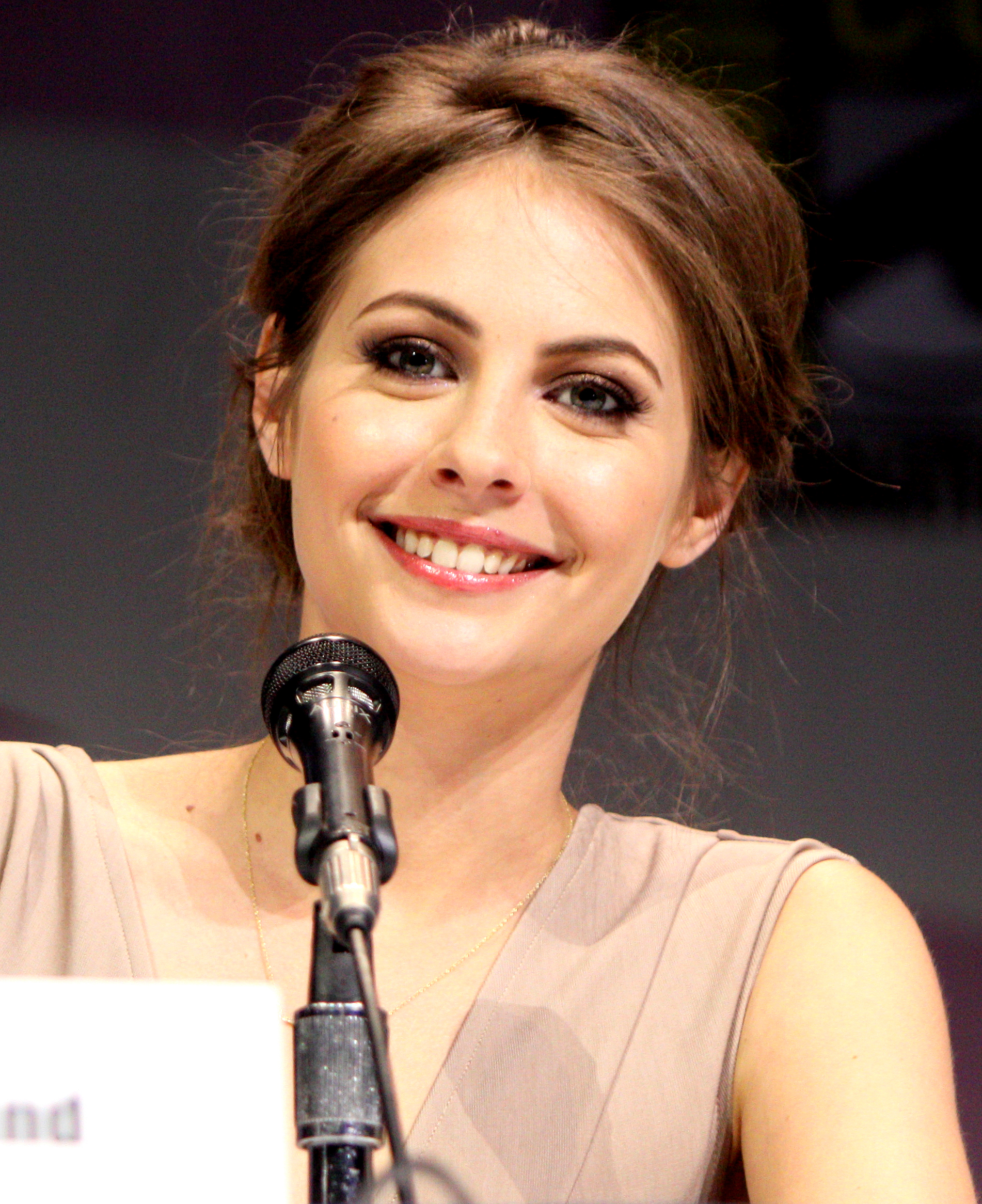
Willa Holland w 2013 roku, podczas WonderCon.

### Kariera
W 2001 roku, dziesięcioletnia Willa zadebiutowała w filmie Ordinary Madness, gdzie pracowała u boku swojego taty – Keitha Hollanda. W 2005 roku pojawiła się epizodycznie w serialu Wielki powrót. 2006 rok rozpoczęła współpracą z twórcami gry Scarface: Człowiek z blizną, gdzie użyczyła głosu barmance Coco. Ten sam rok przyniósł jej rolę w serialu Życie na fali. Jako Kaitlin Cooper, aktorka pojawia się w trzecim i czwartym sezonie. Postać ta przedstawiona była w pierwszym sezonie, a wcielała się w nią wtedy Shailene Woodley. Gdy twórcy serialu zdecydowali się przywrócić tę postać do trzeciego sezonu, postanowili zorganizować ponownie casting, na którym Woodley także się pojawiła. Rywalizację wygrała Willa Holland, co twórcy argumentowali większą dojrzałością emocjonalną aktorki, która bezpośrednio wiązała się z odgrywaną przez nią rolą.
2008 rok rozpoczął się dla Holland premierą dramatu Garden Party, w reżyserii Jasona Freelanda. Aktorka zagrała jedną z głównych ról w filmie, a u jej boku, w swoim debiucie filmowym wystąpiła Jennifer Lawrence. W tym samym roku podczas Międzynarodowego Festiwalu Filmowego w Toronto, odbyły się premiery kolejnych dwóch filmów z dorobku Holland. W "Na rozstaju uczuć" wystąpiła u boku Susan Sarandon oraz Antona Yelchina. Genua. Włoskie lato, to dramat opowiadający historię rodziny, która próbuje ułożyć swoje życie na nowo, po śmierci matki. Willa wciela się w Kelly, jedną z dwóch córek głównego bohatera, granego przez Colina Firtha. Na potrzeby roli, dobrowolnie podjęła naukę gry na pianinie. Pod koniec 2008 roku, wystąpiła w serialu Plotkara, jako modelka Agnes Andrews. Jako ta bohaterka wystąpiła łącznie w 5 odcinkach serialu, w sezonie: drugim, trzecim i szóstym. W serii gier Kingdom Hearts, aktorka ponownie zgodziła się użyczyć swojego głosu. Jako Aqua pojawia się w Kingdom Hearts: Birth by Sleep (2010) oraz Kingdom Hearts 3D: Dream Drop Distance (2012).
W 2010 roku zagrała w Legionie oraz W pogoni za idolem. W 2011 roku wystąpiła w thrillerze Nędzne psy. W obsadzie oprócz Holland, znaleźli się m.in. James Marsden, Kate Bosworth, Alexander Skarsgård czy Dominic Purcell. Film otrzymał mieszane recenzje krytyków, zarabiając niecałe 20 mln $, przy budżecie 25 mln $. 2012 rok, to główna rola w dramacie Tygrysie oczy". Film otrzymał pozytywne recenzje, a Willa otrzymała za tę rolę nagrodę dla najlepszej aktorki, podczas Międzynarodowego Festiwalu Filmowego w Bostonie. Od 2012 roku, Willa występuje w serialu Arrow jako Thea Queen - siostra głównego bohatera, granego przez Stephena Amella. W 2016 roku zagrała główną rolę w niskobudżetowym thrillerze Pacific Standard Time.

### Życie prywatne
Willa ma dwie siostry: 3 lata starszą Briannę Holland oraz 5 lat młodszą Piper De Palmę. Kibicuje Los Angeles Galaxy w MLS oraz Los Angeles Clippers w NBA.

## Filmografia
| FILMY / SERIALE |        |                       |                        |
| Rok             | Typ    | Tytuł                 | Rola                   |
| --------------- | ------ | --------------------- | ---------------------- |
| 2001            | Film   | Ordinary Madness      | Młoda Faye             |
| 2005            | Serial | Wielki powrót         | Kalla                  |
| 2006-2007       | Serial | Życie na fali         | Kaitlin Cooper         |
| 2008            | Film   | Garden Party          | April                  |
| 2008            | Film   | Na rozstaju uczuć     | Taylor Elizabeth Berry |
| 2008            | Film   | Genua. Włoskie lato   | Kelly                  |
| 2008-2012       | Serial | Plotkara              | Agnes Andrews          |
| 2010            | Film   | Legion                | Audrey Anderson        |
| 2010            | Film   | W pogoni za idolem    | Jamie                  |
| 2011            | Film   | Nędzne psy            | Janice Heddon          |
| 2012            | Film   | Tygrysie oczy         | Davey Wexler           |
| 2012-2019       | Serial | Arrow                 | Thea Queen / Speedy    |
| 2015-2016       | Serial | Flash                 | Thea Queen / Speedy    |
| 2016            | Film   | Pacific Standard Time | Veronica               |

| INNE |          |                                                      |                 |
| Rok  | Typ      | Tytuł                                                | Rola            |
| ---- | -------- | ---------------------------------------------------- | --------------- |
| 2006 | Gra      | Scarface: Człowiek z blizną                          | Coco (głos)     |
| 2006 | Dokument | Making the Video Game: Scarface - The World Is Yours | Narrator (głos) |
| 2008 | Teledysk | Keep Me Up All Night - The Glitterati                | -               |
| 2010 | Teledysk | Fearless Love - Melissa Etheridge                    | -               |
| 2010 | Gra      | Kingdom Hearts: Birth by Sleep                       | Aqua (głos)     |
| 2011 | Teledysk | Too Fast Too Slow - White Arrows                     | -               |
| 2012 | Gra      | Kingdom Hearts 3D: Dream Drop Distance               | Aqua (głos)     |
| 2017 | Gra      | Kingdom Hearts HD 2.8 Final Chapter Prologue         | Aqua (głos)     |
| 2019 | Gra      | Kingdom Hearts III                                   | Aqua (głos)     |

*Informacje pobrane z portalu IMDB